# Populous (Computerspiel)

Populous-Logo der Sega-Versionen

Populous ist ein Computerspiel von Peter Molyneux, das 1989 von Electronic Arts veröffentlicht wurde. Die Göttersimulation ist der erste Teil der gleichnamigen Serie und zugleich der erste Titel von Bullfrog Productions.
Populous ist ein englisches Adjektiv und bedeutet bevölkerungsreich, ausgesprochen wird es ˈpɒpjələs.

## Spielprinzip
Der Spieler und sein Computergegner stellen imaginäre Götter dar, die den epischen Kampf zwischen „gut“ und „böse“ ausfechten, indem sie durch indirekte Einwirkung versuchen, ihr Volk zu mehren und zu stärken, um schließlich das Volk des anderen Gottes zu vernichten. Dazu kann der Gott die isometrisch scrollend dargestellte Umwelt zugunsten seiner Gläubigen verändern, indem er Land anhebt und absenkt.
Die direkte Interaktion mit dem Volk nimmt nur einen sehr geringen Teil des Spieles ein, denn die direkte Steuerung der Spielfiguren ist ausschließlich durch den Papal Magnet (englisch päpstlicher Magnet) möglich.
Die Anhänger besiedeln automatisch das umliegende Land. Der Spieler ändert dabei nur ihre Gesinnung zwischen pazifistischer und aggressiver Haltung, die dafür verantwortlich ist, ob die eigenen Anhänger beim Auftreffen auf die gegnerischen Gefolgsleute friedlich das freie Land bebauen oder versuchen, die Häuser des Gegenspielers zu erobern und seine Anhänger zu bekämpfen.
In den meisten Leveln ist es dem jeweiligen Gott nur in einem eingeschränkten Bereich möglich, die Landschaft zu generieren – nämlich ausschließlich in der Nähe der eigenen Gläubigen beziehungsweise deren Häusern. Im Gegensatz dazu können Naturkatastrophen wie Erdbeben oder die Sintflut gezielt auf der ganzen Karte ausgelöst werden. Neben dem Erschaffen von Sümpfen und Vulkanen können aus den Anführern des Volkes (Träger der Miniaturversion des Papal Magnets) Kreuzritter generiert und ausgesandt werden, um die gegnerischen Bauten zu zerstören und deren Bewohner zu eliminieren. Als ultimativer Zauber gilt das Armageddon, bei dem alle Bewohner der gesamten Welt ihre Häuser verlassen und sich in der Mitte des Levels zur letzten, alles entscheidenden Schlacht treffen.
Durch die Generierung von Land und das Aussprechen von Zaubern wird Mana umgesetzt, das durch die Vermehrung der Bevölkerung wieder aufgefüllt wird – je höher die Anzahl der eigenen Gläubigen, desto höher die Manaregeneration. Die Bevölkerung lebt und vermehrt sich in den von ihr selbst errichteten Bauwerken, die je nach der vom Gott generierten Landfläche verschiedene Größen aufweisen – vom Zelt über Lehm-, Holz- und Steinhütten bis hin zu riesigen Burganlagen. Die Größe der Gebäude hat einen entscheidenden Einfluss auf das Spielgeschehen: in kleinen Hütten gibt es eher Platzmangel, so dass Nachkommen früher das elterliche Haus verlassen, um ihr eigenes zu bauen. Dafür sind die Bewohner größerer Häuser in der Regel stärker und somit nicht so anfällig für feindliche Übernahmen der Gebäude. Außerdem steigern große Gebäude die Manaproduktion. Der Bau von Gebäuden beziehungsweise die Übernahme von feindlichen Häusern dehnt nebenbei den Einflussbereich des jeweiligen Gottes aus.
Die Tatsache, dass die Bewohner kleine Häuser schneller verlassen als große, kann man aktiv ausnutzen. Wenn man Anhänger am Papal Magnet sammeln möchte, um einen Kreuzritter zu erschaffen, kann man große Burganlagen temporär kleiner machen, indem man einen Erdhügel daneben setzt. Einen Moment später verlässt ein Anhänger das Haus. Das gleiche kann man auch machen, um schneller Land zu besiedeln.
Das Originalspiel beinhaltet 500 vorgestaltete Welten, die jeweils einer von vier verschiedenen Landschaftsformen zuzuordnen sind: Weideland, Sandwüste, Eiswüste und Lavaasche, bei der das Meer im Gegensatz zu den anderen Szenarien nicht aus Wasser, sondern aus flüssiger Lava besteht. Die Beschaffenheit des Bodens hat einen Einfluss auf die Fertilitätsrate der Population. So hat die Lavalandschaft aufgrund des Düngungseffekts der Lavaasche das höchste Bevölkerungswachstum, während die Eiswüste nicht nur das geringste hat, sondern noch die zusätzliche Gefahr beherbergt, dass wohnungslose Gläubige schneller ihre Kraft verlieren und auf der Suche nach geeigneten Bauplätzen erfrieren und sterben. Die beiden anderen Landschaften liegen mit ihrer Fertilitätsrate dazwischen.
Der Kampagnenmodus, in dem der Spieler die Rolle des „guten“ Gottes übernimmt, legt für jede der vorgestalteten Welten einige zusätzliche Eigenschaften sowie die Fähigkeiten des Spielers und seines Gegners fest, so dass sich ein grob von Welt zu Welt ansteigender Schwierigkeitsgrad und unterschiedlich erfolgversprechende Gewinnstrategien ergeben. Die Kampagne startet mit der Welt Genesis, einer Welt vom Typ Weideland, in der der „guten“ Seite alle göttlichen Fähigkeiten, der „bösen“ dagegen praktisch keine zur Verfügung stehen. Gewinnt der Spieler den Kampf um eine Welt gegen den Computergegner, wird ihm der Name einer der weiteren vorkonfigurierten Welten mitgeteilt. Dabei entscheiden die im gerade gewonnenen Duell errungenen Siegpunkte, ob und gegebenenfalls wie viele Welten aus der vorgegebenen Reihe übersprungen werden. Durch diesen Mechanismus werden im Verlauf einer einzelnen Kampagne nicht alle 500 Welten besucht. Bekannte Weltnamen können jederzeit verwendet werden, um direkt zu der entsprechenden Welt zu springen und das Spiel an dieser Stelle aufzunehmen. Ein Speichern des Kampagnenstands erübrigt sich dadurch und es ist auch möglich, eine Welt mehrmals zu spielen, um durch unterschiedliche Siegpunkte die Namen weiterer Welten zu erfahren. Ein systematisches Durchspielen aller 500 Welten ist im Spiel selbst nicht vorgesehen, allerdings wurden in Spielezeitschriften schon relativ kurz nach Erscheinen von Populous vollständige Listen der Weltnamen veröffentlicht.
Statt gegen den Computer kann man im Mehrspielermodus per Nullmodem-Kabel auch gegen einen menschlichen Mitspieler antreten, wobei es auch eine langsamere Möglichkeit des Mehrspielerspiels über Modem gibt. Populous gehört zu den ersten Computerspielen, die man über Modem spielen konnte.
Daneben besteht auch die Möglichkeit des freien Spiels, bei der der Spieler auf zufallsgenerierten Welten gegen den Computer antritt. Bei dieser Variante ist es möglich die Spielbedingungen und sogar die Seiten zu wechseln, um als „böser“ Gott agieren zu können. Bis auf den Wechsel der Farbe des Volkes von blau („good“) auf rot („evil“) hat die Wahl der Seiten spielerisch keine Auswirkungen, da beide Götter gleiche Zauber wirken können. Die verfügbaren Zauber der jeweiligen Partei variieren jedoch von Level zu Level.

## Entwicklungsgeschichte
Bullfrog erstellte das Spiel ursprünglich als Board-Game mit Lego-Bausteinen innerhalb von ein paar Tagen. Peter Molyneux leitete die Spiele-Entwicklung. In einem Interview erwähnte er, der Grund für die Manipulierbarkeit der Topographie sei schlicht der gewesen, dass er zu bequem war, die vielen vordefinierten Landkarten zu erstellen.
Noch im selben Jahr wurden die zwei Erweiterungen The Promised Lands und The Final Frontier für AmigaOS und den Atari ST veröffentlicht, bei denen man die Möglichkeit hat, in verschiedenen zusätzlichen Szenarien zu spielen. Die Besonderheit der Erweiterungsdisketten ist, dass sie sowohl vom Amiga wie auch vom Atari ST lesbar sind. Das Spielprinzip wie auch die Levelcodes blieben unangetastet, jedoch wurde der Schwierigkeitsgrad deutlich erhöht.
Das 2001er Spiel Black & White, auch von Molyneux bei den Lionhead Studios entwickelt, wird als „geistiger Nachfolger“ von Populous betrachtet.

### Erweiterungen
Bei der Erweiterung The Promised Lands ist die grafische Gestaltung besonders hervorzuheben, da im Gegensatz zum Hauptprogramm die Landschaften sehr witzig konstruiert sind. Die noch am „normalsten“ aussehenden Level sind die der Französischen Revolution (u. a. mit einer Guillotine als Papal Magnet) und des Wilden Westens mit Cowboys und Indianern. Danach folgt die Verrückte Welt, in der Gebäude z. B. spiegelnde Kugelpaläste sind. Zu den beiden witzigsten Levelgestaltungen gehören die Block-Welt, bei der sowohl die Gebäude, die Landschaft, wie auch die Spielfiguren aussehen, als ob sie aus Legosteinen bestehen würden und die Computerwelt, bei welcher der Boden aus Druckerpapier besteht und die Gebäude, je nach Größe, durch einzelne Mikrochips, über Heimcomputer bis zu riesigen Computeranlagen, die den Cray-1-Rechnern nachgebildet sind, dargestellt werden. Die Flaggen der gegnerischen Völker haben jeweils Commodore- oder Atari-Logos, die je nach Plattformversion unter den Parteien vertauscht wurden, so dass die „Atari-Anhänger“ auf dem Amiga die „böse“ Seite repräsentieren und umgekehrt.
Bei der Erweiterung Final Frontier findet die Besiedelung des Planeten Mars statt. Diese Erweiterung wurde als Cover-Disk für die britische Computerzeitschrift The One produziert, wodurch der geringe Bekanntheitsgrad außerhalb Großbritanniens zu erklären ist. Die Landschaft dieser Erweiterung ist im Gegensatz zum Hauptprogramm und der ersten Erweiterung in allen Leveln durchgehend gleich. Sie besteht aus einer staubigen Oberfläche und das Äquivalent von Wasser sind kristallene Bodenfliesen. Bäume wurden durch Kristallsäulen ersetzt und auch Vulkangestein besteht aus Kristall. Die jeweiligen Völker werden auf der Seite der „Guten“ durch grüne Marsianer und auf der Seite der „Bösen“ durch Astronauten in Raumanzügen dargestellt. Die Gebäude variieren je nach ihrer Größe zwischen kleinen Landekapseln und mehrblöckigen Laborkomplexen. Der Schwierigkeitsgrad wurde im Vergleich zur ersten Erweiterung nochmals erhöht.

### Editor
1992 erschien unter dem Namen World Editor ein von den Deutschen Alexander Kochann und Oliver Reiff programmierter Leveleditor für Populous, der offiziell von Electronic Arts vertrieben wurde. Damit ist es nicht nur möglich, seine eigenen Level zu erstellen, sondern auch die grafischen Details (z. B. Landschaft, Gebäude oder Einheiten) zu verändern.
Der Editor enthielt zusätzlich noch zwei neue Landschaften: „Weltraum“, wo Männchen in Raumanzügen zwischen unterschiedlichen Raumfahrzeugen auf Asteroiden kämpften, die Weite des Alls ersetzte dabei das Wasser, und „Fast Food“, wo zwei bekannte Imbissketten zwischen Hamburgern und Pizzen um die Vorherrschaft rangen. Außerdem gab es noch eine verbesserte Version der ursprünglichen Graslandschaft mit saftigen Wiesen, Kornfeldern und Gemüsebeeten.

### Wiederveröffentlichungen
In den 2000ern wurde Populous über digitale Distributionswege wiederveröffentlicht, beispielsweise im September 2011 über GOG.com und im August 2013 über das Humble Origin Bundle.

## Rezeption
Biff Kritzen von Computer Gaming World schrieb eine positive Rezension, bemerkend, „so schwerfällig die Prämisse auch klingt, es ist in Wirklichkeit ein eher unbeschwertes Spiel.“ Das eingängliche Spieldesign wurde gelobt, ebenso die farbenfrohe Grafik.
Martina Strack von ASM schrieb zur Amiga-Fassung, dass es grafisch zu den besten seines Genres zähle, insbesondere, wenn man den Umfang der Simulation mitbedenke. Die hohe Anzahl an Levels sorge für langen Spielspaß. Populous sei uneingeschränkt empfehlenswert. Die Umsetzung für Atari ST sei nahezu identisch.
Die Umsetzung für das Sega Master System sei verblüffend gut gelungen und böte die schnellste Grafik. Die Anzahl an Levels sei nochmals stark gestiegen.
Die Portierung für den Super Nintendo sei gelungen, auch wenn die Hardware kaum ausgenutzt werde. Jedoch sei die Anleitung in Japanischer Sprache gehalten. Die Steuerung sei im Vergleich zur Mega-Drive-Version besser, da mit Tastenkombinationen gearbeitet werden könne.
Für die GameBoy-Version müssen Abstriche in Kauf genommen werden. Eine Netzwerkvariante mit Verbindungskabel fehle. Die Umsetzung sei eine erstaunliche Leistung. Durch das Fehlen von Farbe auf dem Bildschirm sei die Übersichtskarte jedoch unbrauchbar. Die Steuerung sei fummelig.
Die Fassung für den Macintosh sei noch Jahre nach Veröffentlichung ein Highlight der Plattform. Das Spielprinzip bleibe unverwüstlich. Dasselbe gelte für die Budget-Fassung für den PC.
Die Royal Mail brachte 2020 einen Satz von zwölf Briefmarken mit Motiven aus britischen Computerspielen heraus, in dem ein Wert das Originalspiel Populous von 1989 zeigt.